# Distretto di Lawngtlai
Il distretto di Lawngtlai è un distretto del Mizoram, in India, di 73 050 abitanti. Il capoluogo è Lawngtlai.